# Dealul cu Melci
Dealul cu Melci este o arie protejată de interes național ce corespunde categoriei a IV-a IUCN (rezervație naturală de tip paleontologic), situată în județul Alba, pe teritoriul administrativ al comunei Vidra.
Dealul cu Melci este o rezervație paleontologică ce protejează un bogat punct fosilifer cu gasteropode, reprezentativ pentru faciesul recifal al senonianului, etaj al Cretacicului superior. Zona protejată se întinde pe o suprafață de 0,6 ha. Este un unicat geologic, cu o vechime de 65-70 milioane de ani, în care în depozitele sedimentare, formate dintr-o alternanță de conglomerate cu gresii și marne, sunt încrustate 35 de specii de moluște, cele mai reprezentative fiind gasteropodele marine din genul Acteonella, cu speciile Gigantea și Lamarki Cenura.

## Imagini

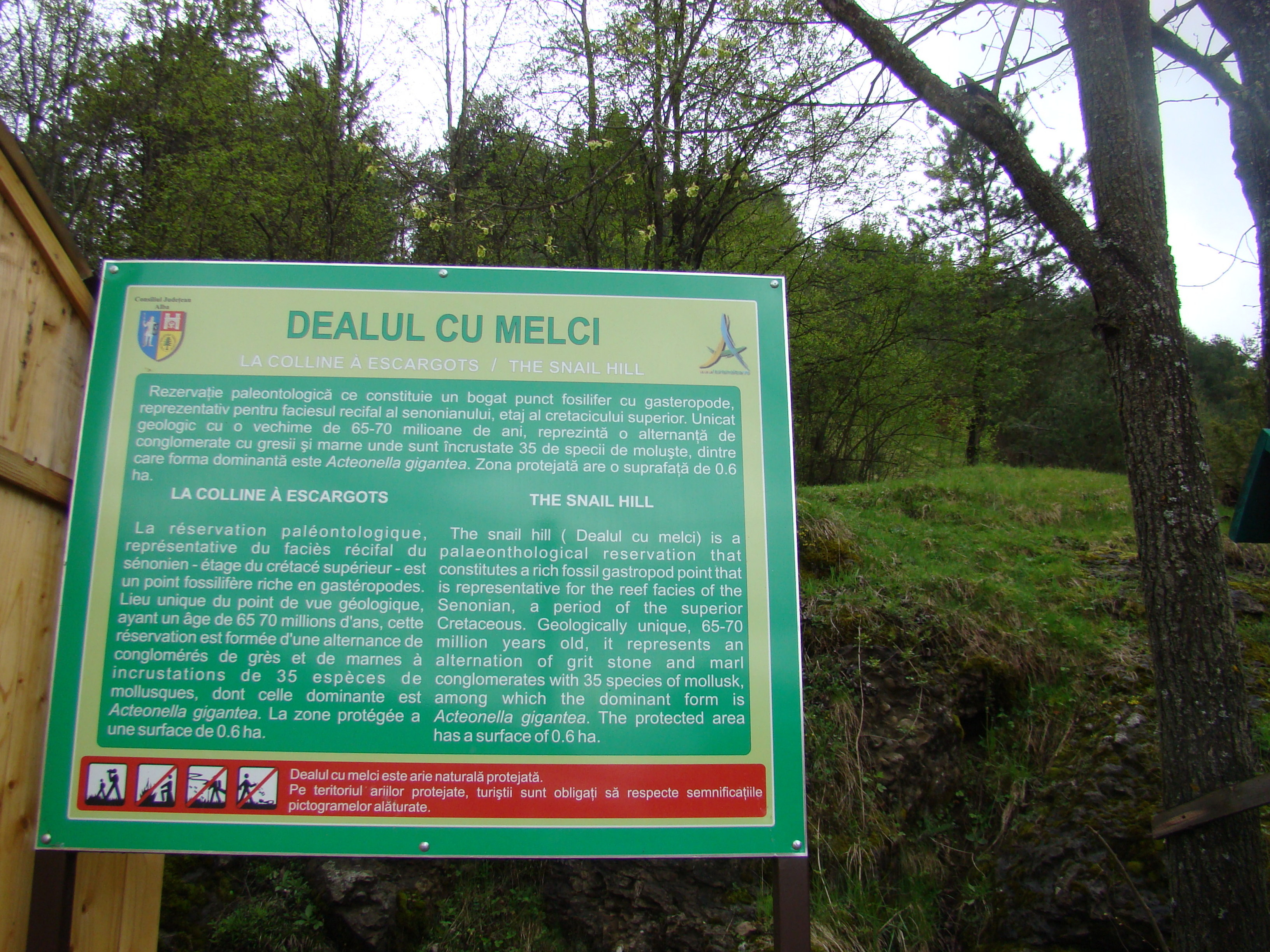
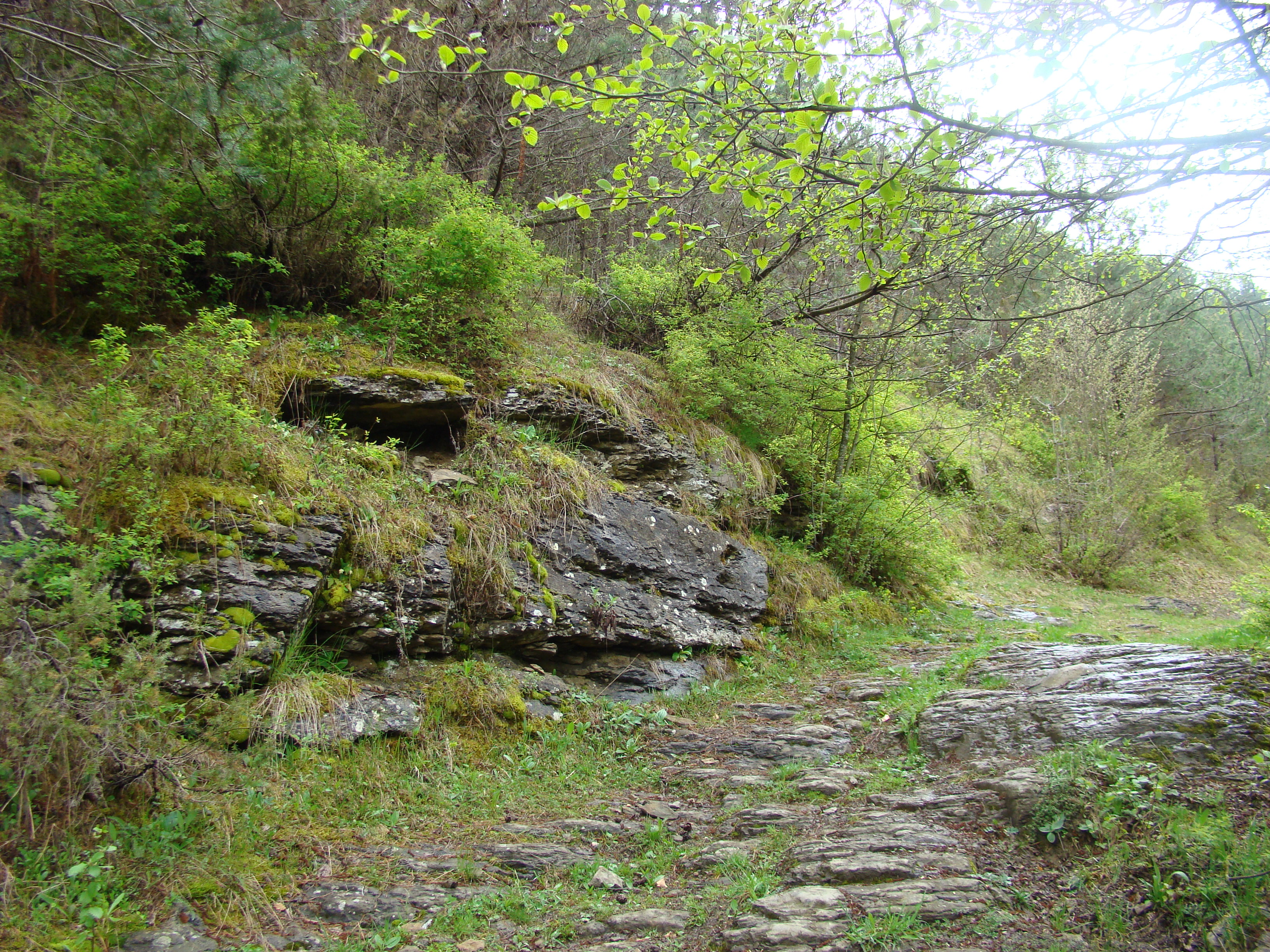
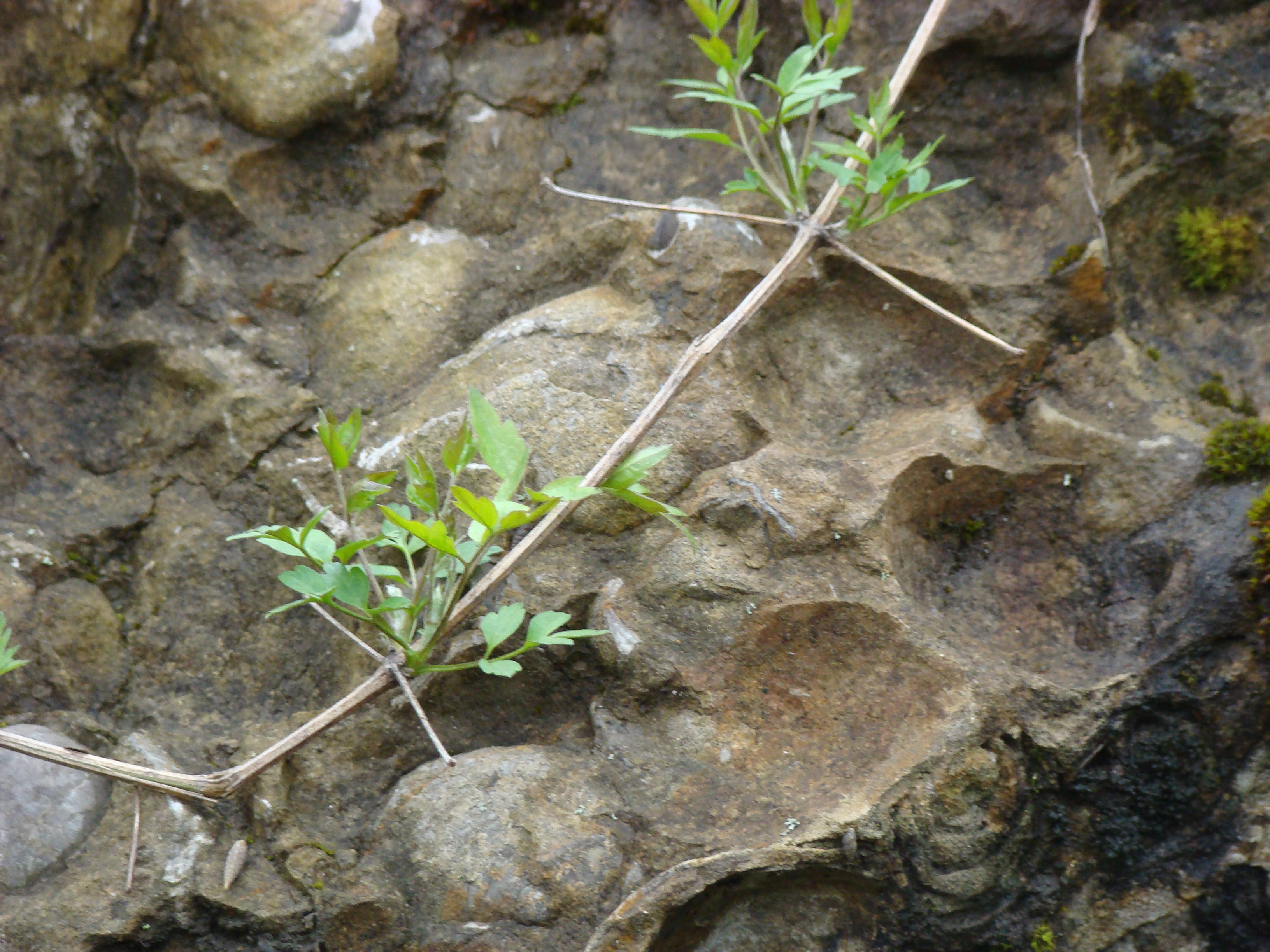
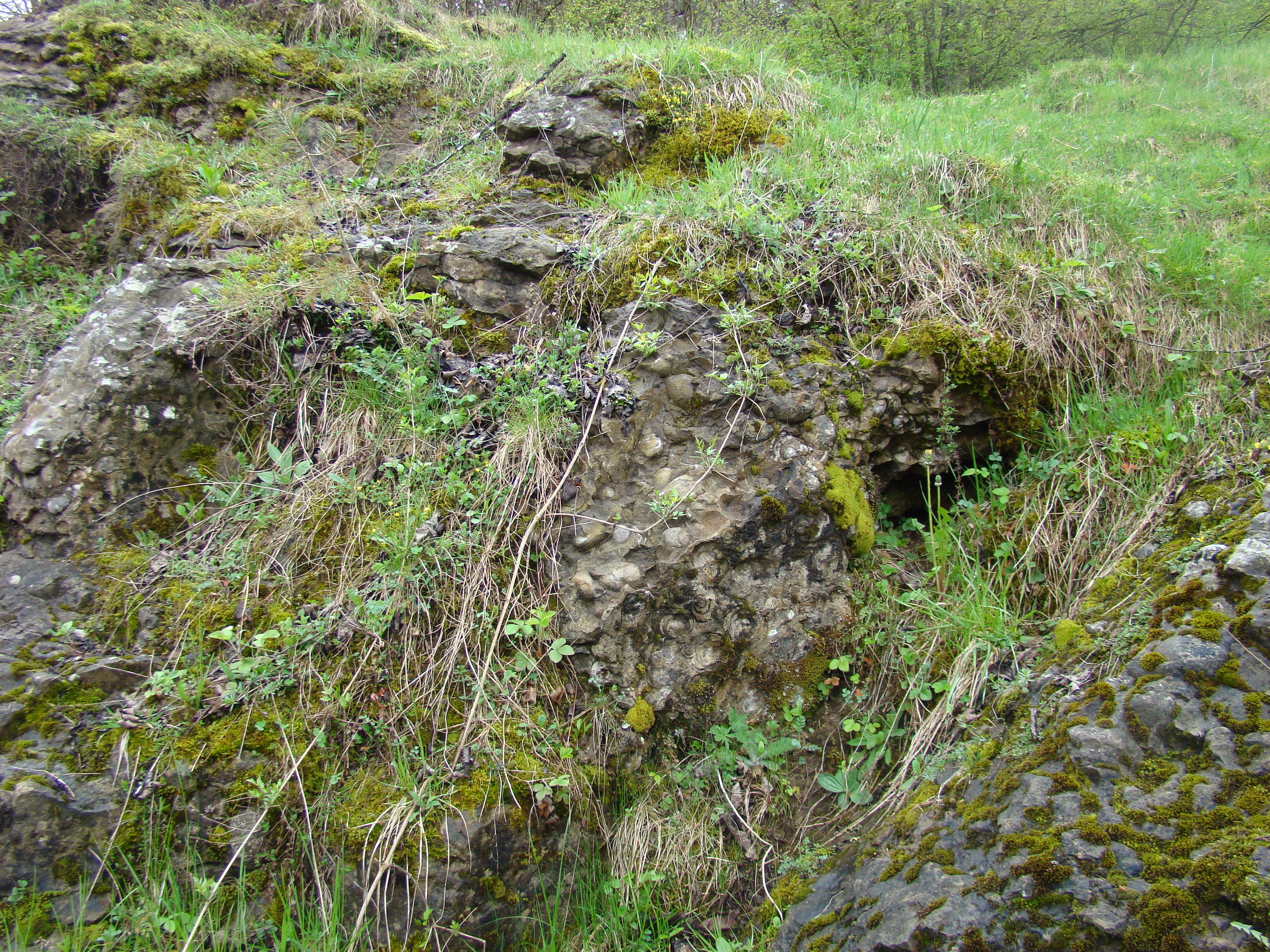
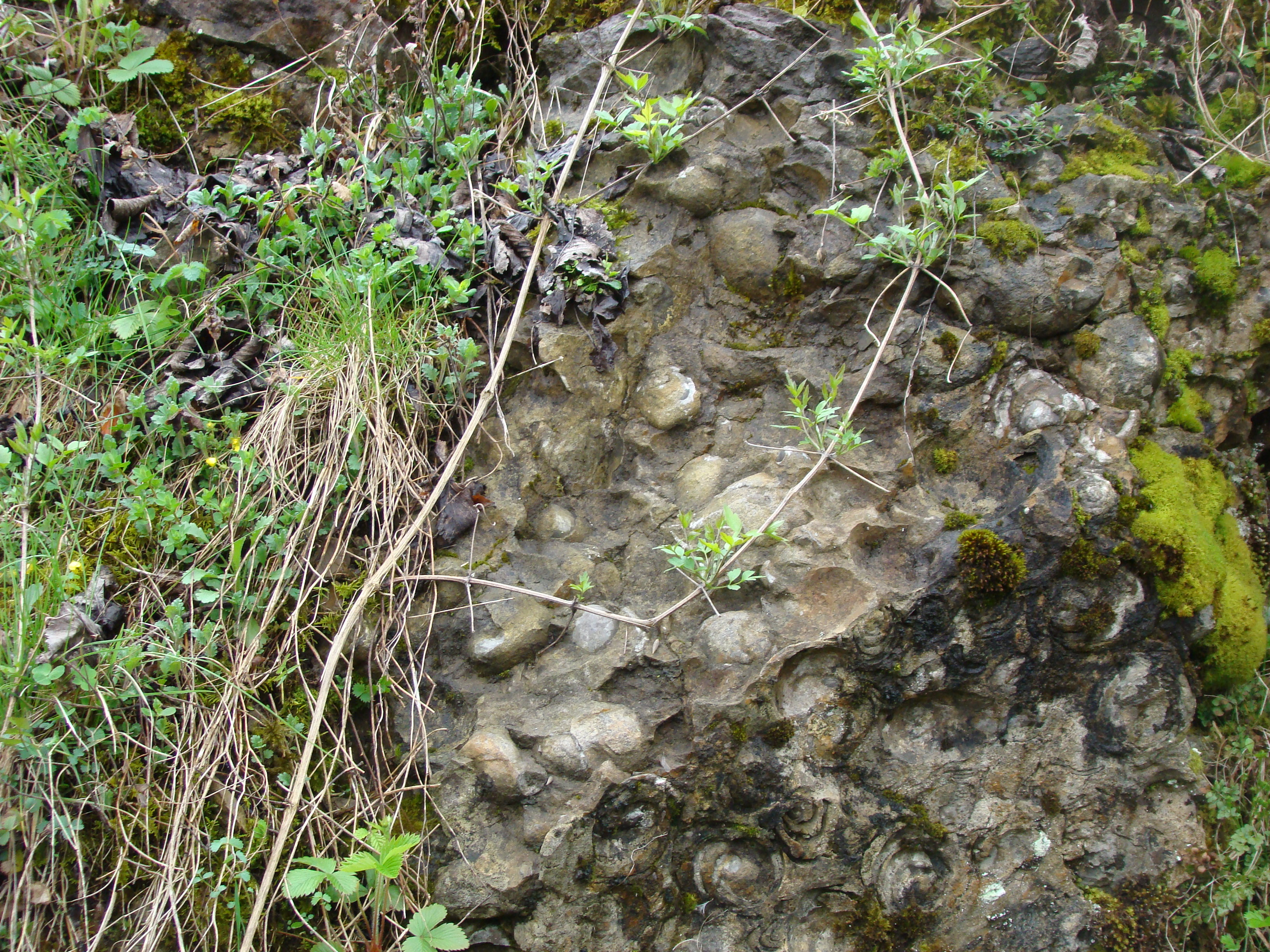
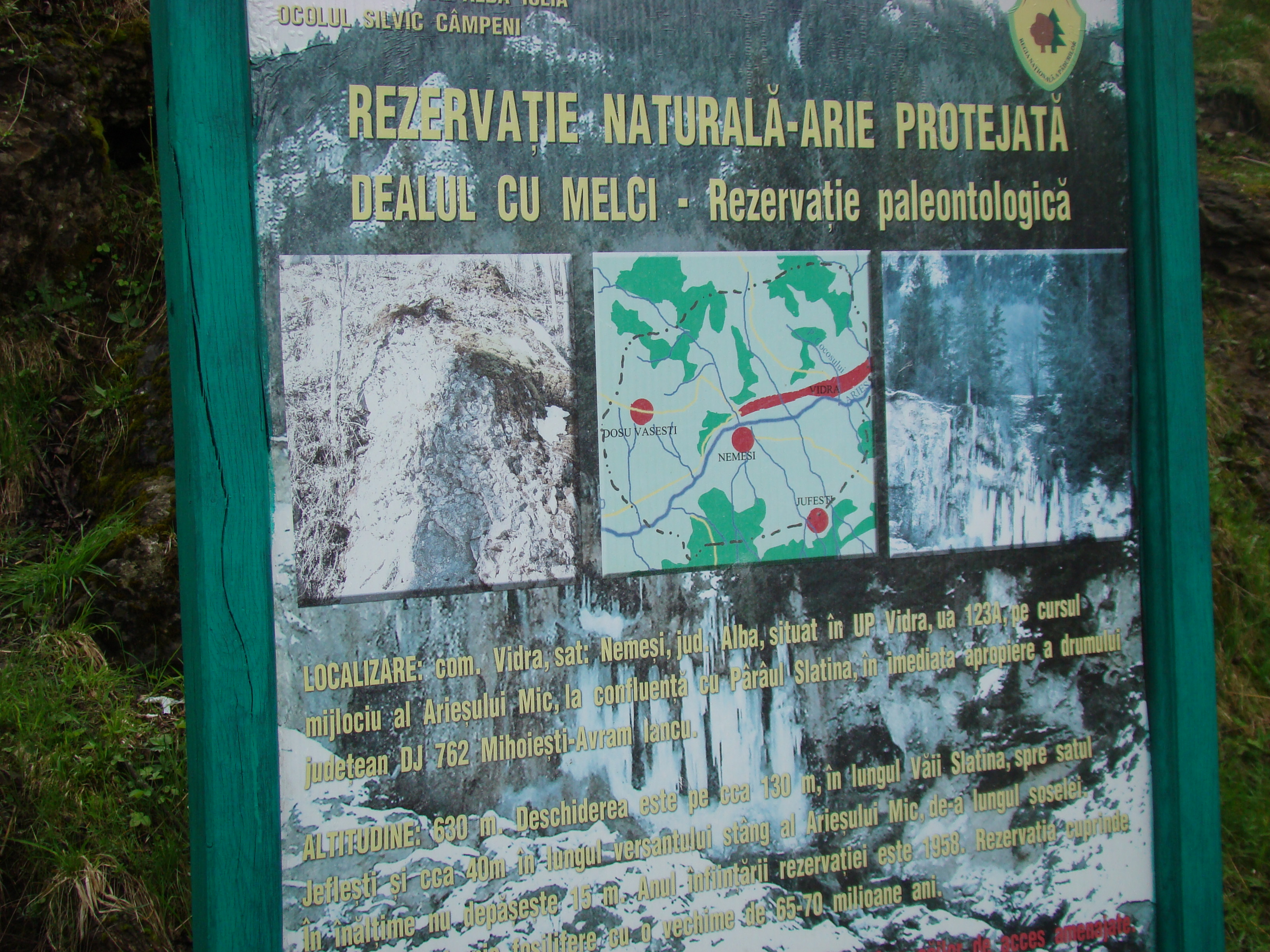